# Victor Arduini
Victor Arduini (New York, 31 marzo 1963) è un chitarrista statunitense, noto per aver fatto parte del gruppo progressive metal Fates Warning.

## Carriera

### Il periodo con i Fates Warning
Victor Arduini è stato uno dei membri fondatori dei Fates Warning - quando ancora si chiamavano Misfit, nel 1982 - e con Jim Matheos ha formato il primo duo di chitarristi della band americana, pioniere del progressive metal.
Assieme a Matheos e al cantante John Arch, Arduini ha costituito il nucleo compositivo dei primi Fates Warning, risultando co-autore di brani quali: Night on Bröcken (con Matheos, Arch), Misfit e Soldier Boy (con Arch) sull’esordio Night on Bröcken; Traveler in Time e Pirates of the Underground (con Matheos, Arch), Orphan Gypsy e Without a Trace (con Arch) in The Spectre Within.
Lasciò i Fates Warning, dopo la pubblicazione del secondo album, per dedicarsi alla famiglia, spinto dalle preoccupazioni di doversi imbarcare in una lunga tournée con la band e dai problemi finanziari e lavorativi che ne sarebbero derivati.

### Il ritorno con i Freedoms Reign e il progetto Arduini/Balich
Tra fine anni’80 e inizio ’90 ha suonato in alcune band rock/metal locali, tra i quali i Sinis-Galli e ha registrato un disco autoprodotto intitolato Painted Horse.
Ma è solo nel 2011 che è tornato ufficialmente come musicista dando vita ad una nuova band heavy metal i Freedoms Reign, nei quali svolge il ruolo di cantante e chitarrista. I Freedoms Reign hanno pubblicato finora un solo disco, l’esordio omonimo uscito nel 2013 per la Cruz del Sur Music, per poi sciogliersi definitivamente.
Nel 2013 ha dato avvio ad un progetto ambizioso e personale, assieme al cantante della heavy/doom metal band Argus, Brian "Butch" Balich. Reclutando Chris Judge (ex-Freedoms Reign) alla batteria, con il nome Arduini/Balich rilasciano nel 2017 – per la Cruz del Sur Music – l’esordio Dawn of Ages, disco di progressive doom metal costituito di 6 canzoni per una durata complessiva di oltre un’ora di musica.

## Discografia

### Con i Fates Warning
- 1984 - Night on Bröcken
- 1985 - The Spectre Within

### Con i Freedoms Reign
- 2013 - Freedoms Reign

### Con Arduini/Balich
- 2017 - Dawn of Ages

### Collaborazioni

#### Con i While Heaven Wept
- 2014 - Suspended at Aphelion (chitarra nelle canzoni 9 e 10)